# Teczka (film)
Teczka – dramat obyczajowy, niezależny film polski z 2007 roku.
Zdjęcia do filmu realizowane były w 2006 roku w Łodzi. Nagrodzony m.in. na Sopot Film Festival nagrodą dla Najlepszego Filmu Polskiego.

## Fabuła

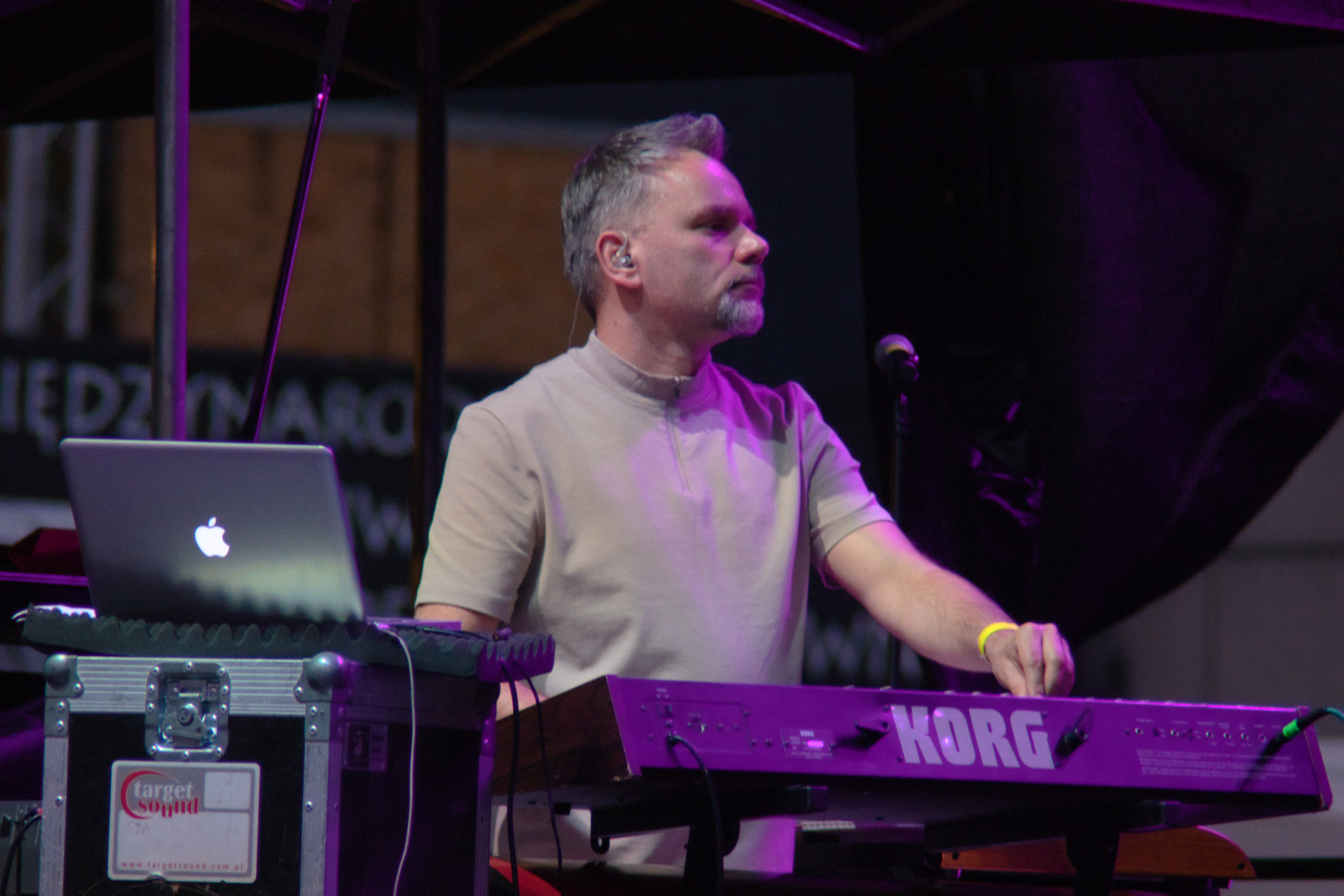
Miłosz Wośko, twórca muzyki do filmu (2019)

"Bohaterami filmu są dwaj starzy przyjaciele. Mają po 50 lat. Jeden z nich, Włodzimierz odkrywa, że jego kolega Stefan, przed 30 laty spreparował w milicji na niego donos, który uniemożliwił mu wyjazd na Zachód. Film rozgrywa się na dwóch płaszczyznach czasowych - współcześnie i w latach siedemdziesiątych, kiedy bohaterowie mają po dwadzieścia kilka lat. Dwudziestokilkuletni Stefan, wyższy oficer milicji zakochuje się w dziewczynie swojego najlepszego przyjaciela Włodzimierza, muzyka jazzowego. Włodzimierz marzy o wyjeździe na Zachód, jest przekonany, że tylko tam będzie mógł zarobić na muzyce. Między nim a jego dziewczyną Magdaleną zaczyna się nie układać w związku. Magdalena tylko u Stefana potrafi znaleźć wsparcie, jakiego nie dostaje od Włodzimierza. Sprawa komplikuje się w momencie w którym Magdalena dowiaduje się, że jest z Włodzimierzem w ciąży. Prosi Stefana o pomoc. Daje mu wybór - albo będą razem i wychowają wspólnie dziecko jego przyjaciela, albo dzięki swoim wpływom w milicji, Stefan uniemożliwi Włodzimierzowi wydanie paszportu. Stefan preparuje dokumenty. Włodzimierz nie może już opuścić kraju. Wyrzuty sumienia u Stefana powodują, że pomaga Włodzimierzowi zapewnić środki na utrzymanie rodziny. Proteguje Włodzimierza do milicji, dzięki czemu może dostać mieszkanie. W 1976 roku, w czasie pacyfikacji demonstracji, Stefan widząc z jaką furią Włodzimierz bije demonstrantów podejmuje decyzję o odejściu z milicji. Współcześnie Włodzimierz jest komendantem policji, Stefan pracuje jako nauczyciel WF'u w szkole podstawowej. Magdalena ostrzega Stefana, że Włodzimierz będzie lustrowany. Tajemnica skrywana przez 30 lat wychodzi na jaw. Między przyjaciółmi dochodzi do konfrontacji i do przebaczenia.”

## Obsada
- Andrzej Szczytko - Włodzimierz Ostrowski
- Edward Żentara - Stefan Rutnik
- Kamila Sammler - Magdalena
- Michał Rolnicki - Włodzimierz Ostrowski w latach 1974-76
- Marcin Sitek - Stefan Rutnik w latach 1974-76
- Katarzyna Anzorge - Magdalena w roku 1974
- Witold Wieliński - konik pod kinem
- Andrzej Kowalik - donosiciel
- Igor Kowalik - archiwista/policjant
- Dariusz Siatkowski - milicjant
- Mikołaj Osiński - zomowiec
- Jakub Mazurek - robotnik
- Bartłomiej Siedmiogrodzki - uczeń
- Dariusz Postolski - spiker radiowy

## Nagrody
- Konkurs ING Nationale-Nederlanden - Nagroda za najlepszy scenariusz filmu studenckiego
- Toruń, Festiwal Filmowy i Artystyczny „Lato Filmów” - Nagroda w Konkursie etiud studenckich
- Zielona Góra, Festiwal Filmowy „Kino Niezależne Filmowa Góra” - „Filmowy Pagórek” w konkursie etiud filmowych
- Sopot, „Sopot Film Festival” - Nagroda dla Najlepszego Filmu Polskiego